# Publius Cornelius Lentulus Scipio (Suffektkonsul 2)
Publius Cornelius Lentulus Scipio war ein römischer Politiker und Senator.
Scipio stammte aus patrizischer Familie und war wahrscheinlich ein Sohn des Gnaeus Cornelius Lentulus Augur. Im Jahr 2 wurde er Suffektkonsul. Sein Sohn war der gleichnamige spätere Suffektkonsul des Jahres 24, Publius Cornelius Lentulus Scipio.